# Maria Maślanka-Soro
Maria Maślanka-Soro – polska italianistka, profesor nauk humanistycznych, pracownik Uniwersytetu Jagiellońskiego. Jest autorką licznych opracowań dotyczących literatury włoskiej, m.in. dramatu antycznego, tradycji antycznej w literaturze włoskiej (zwłaszcza epoki średniowiecza i renesansu). Wieloaspektowo omawiała twórczość Dantego. 
Członkini polskich i europejskich towarzystw naukowych, m.in. Polskiego Towarzystwa Filologicznego, Associazione Internazionale dei Professori d’Italiano, Société Internationale pour l’Étude du Théâtre Médiéval, Società Dantesca Italiana, Komisji Filologii Klasycznej PAU i Komisji Neofilologicznej PAU. Jest też członkiem komitetów naukowych międzynarodowych czasopism: "Studi sul Settecento e l'Ottocento", "Dante e l'Arte" oraz "Revue des Études Dantesques". 
Za popularyzację kultury włoskiej otrzymała Order Kawalera Gwiazdy Włoch. 

## Monografie
1. Il tema della morte nella narrativa di Luigi Pirandello, Lalli, Poggibonsi 1990.
2. Nauka poprzez cierpienie (pathei mathos) u Ajschylosa i Sofoklesa, Universitas, Kraków 1991.
3. L'emarginazione e l'autocoscienza : due risvolti della sofferenza di Edipo nell'Edipo re di Sofocle, Roma 1993.
4. Tragizm w Komedii Dantego, Universitas, Kraków 2005, s. 383; wyd. drugie zmienione, Universitas, Kraków 2010.
5. Antyczna tradycja epicka u Dantego, Kraków 2015.